# The Electric Spanking of War Babies
The Electric Spanking of War Babies è un album in studio del gruppo musicale statunitense Funkadelic, pubblicato nel 1981.

## Tracce
Side 1
1. The Electric Spanking of War Babies – 8:40 (Bob Bishop, George Clinton, Junie Morrison)
2. Electro-Cuties – 6:12 (Jimmy Ali, Clinton, Ron Ford)
3. Funk Gets Stronger, Part 1 – 6:41 (Clinton, Michael Hampton)

Side 2
1. Brettino's Bounce – 3:40 (Larry Fratangelo)
2. Funk Gets Stronger (Killer Millimeter Longer Version) (interpolates She Loves You by the Beatles) – 4:43 (Clinton. Sylvester Stewart)
3. Shockwaves – 5:08 (Ron Dunbar, DeWayne McKnight)
4. Oh, I – 4:54 (Clinton, Rodney Curtis, Garry Shider)
5. Icka Prick – 4:08 (Clinton, Shider)